# Oxyopomyrmex emeryi
Oxyopomyrmex emeryi är en myrart som beskrevs av Santschi 1908. Oxyopomyrmex emeryi ingår i släktet Oxyopomyrmex och familjen myror.

## Underarter
Arten delas in i följande underarter:
- O. e. brunnescens
- O. e. emeryi

## Bildgalleri

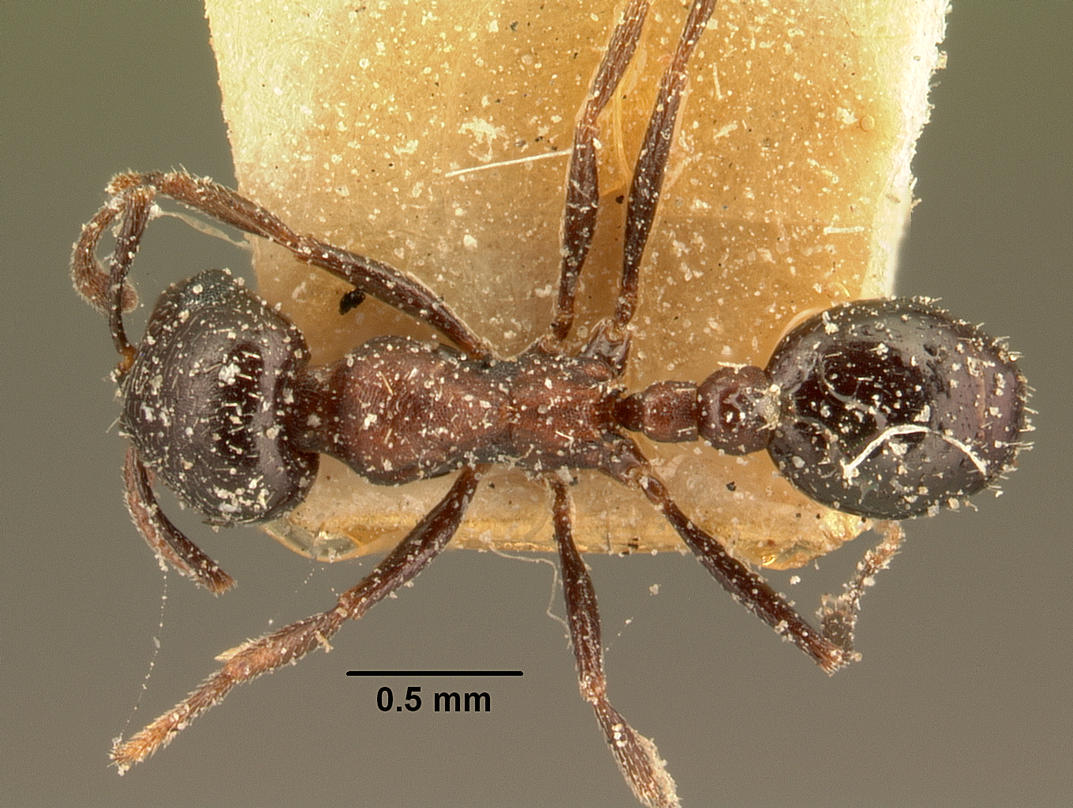
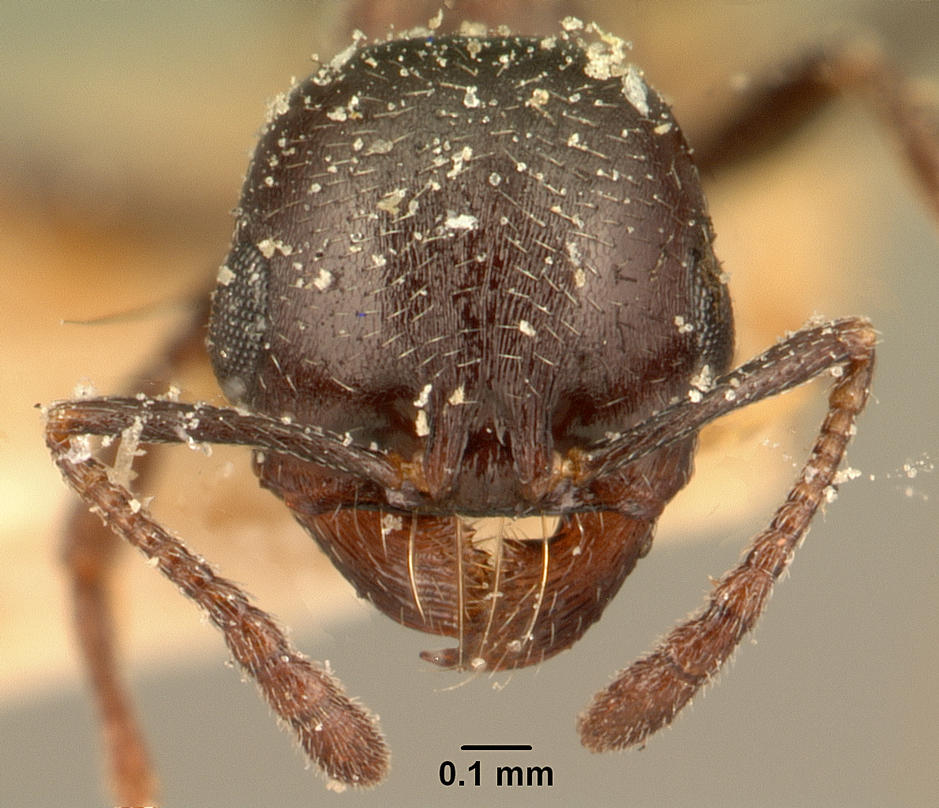
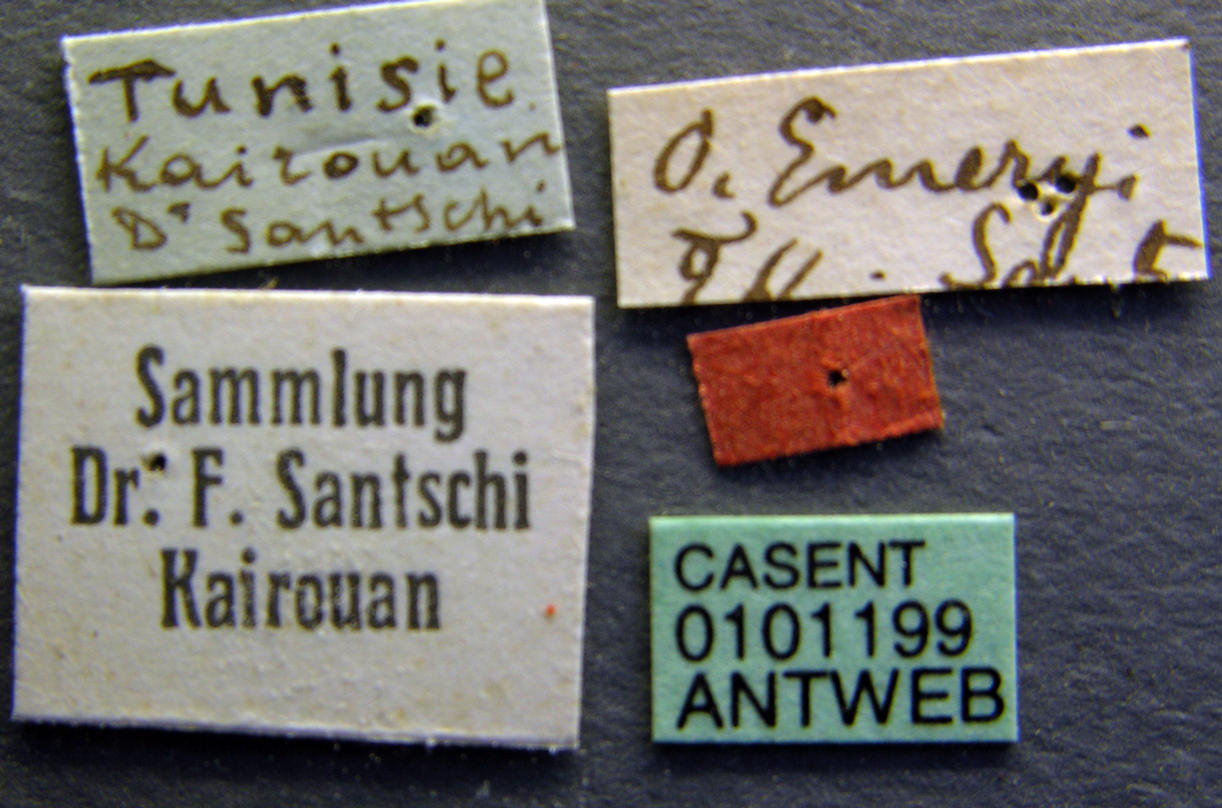
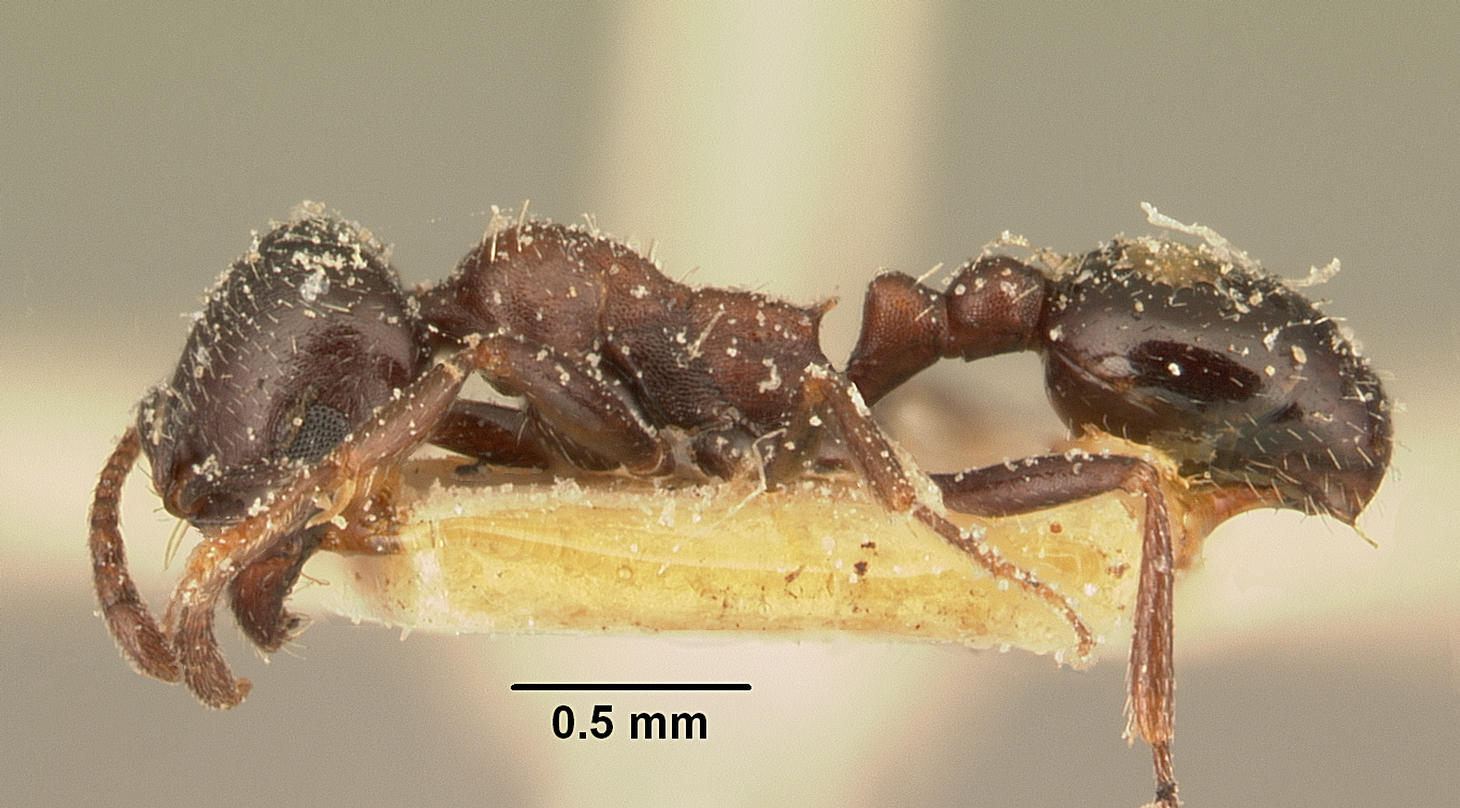
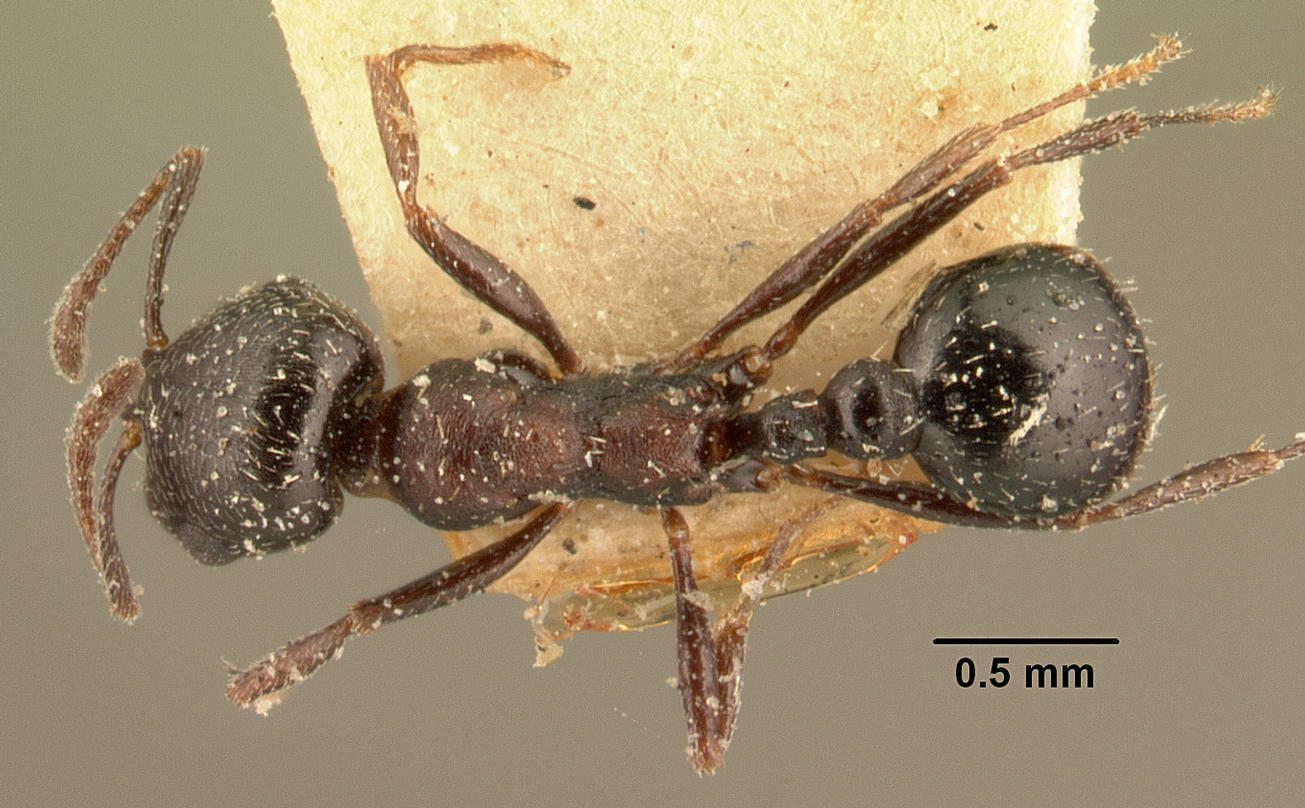
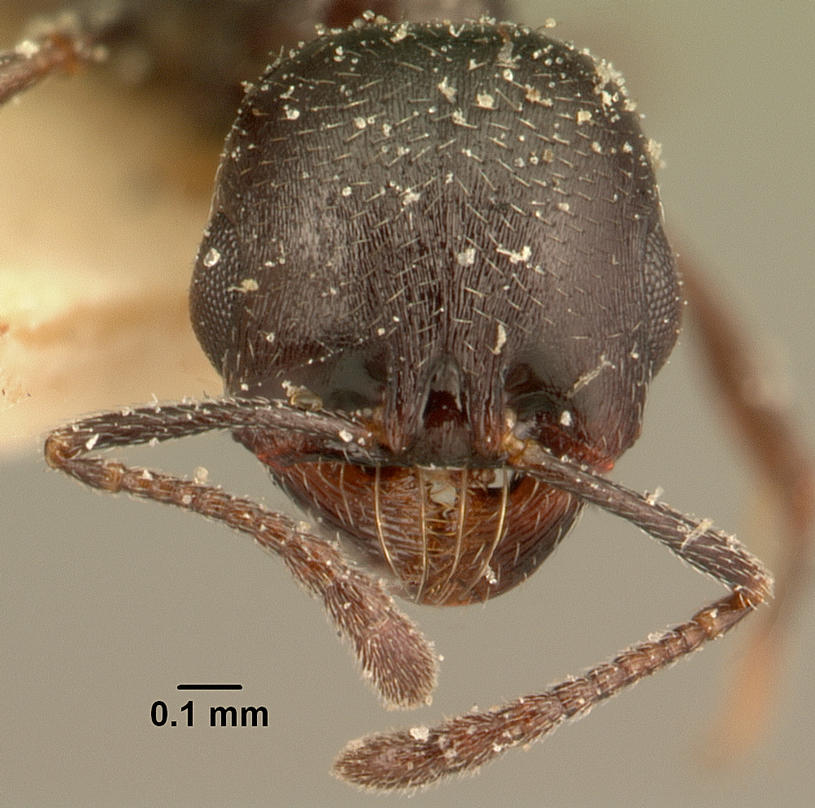